# Seymeria laciniata
Seymeria laciniata là loài thực vật có hoa thuộc họ Cỏ chổi. Loài này được (M. Martens & Galeotti) Standl. miêu tả khoa học đầu tiên năm 1936.